# 1998 KF66
1998 HQ151, também escrito como 1998 KF66, é um objeto transnetuniano (TNO) que está localizado no cinturão de Kuiper, uma região do Sistema Solar. Este corpo celeste é classificado como um plutino, pois, o mesmo está em uma ressonância orbital de 2:3 com o planeta Netuno. Ele possui uma magnitude absoluta (H) de 9,8 e, tem um diâmetro estimado com cerca de 48 km.

## Descoberta
1998 HQ151 foi descoberto no dia 29 de maio de 1998 pelos astrônomos R. L. Allen, M. Jarvis e G. Bernstein.

## Órbita
A órbita de 1998 HQ151 tem uma excentricidade de 0.212 e possui um semieixo maior de 39.508 UA. O seu periélio leva o mesmo a uma distância de 31.138 UA em relação ao Sol e seu afélio a 47.879.